# 姬茀蕨
姬茀蕨（学名：Phymatopteris yakushimensis）为水龍骨科茀蕨屬下的一个种。